# Salisbury Plain

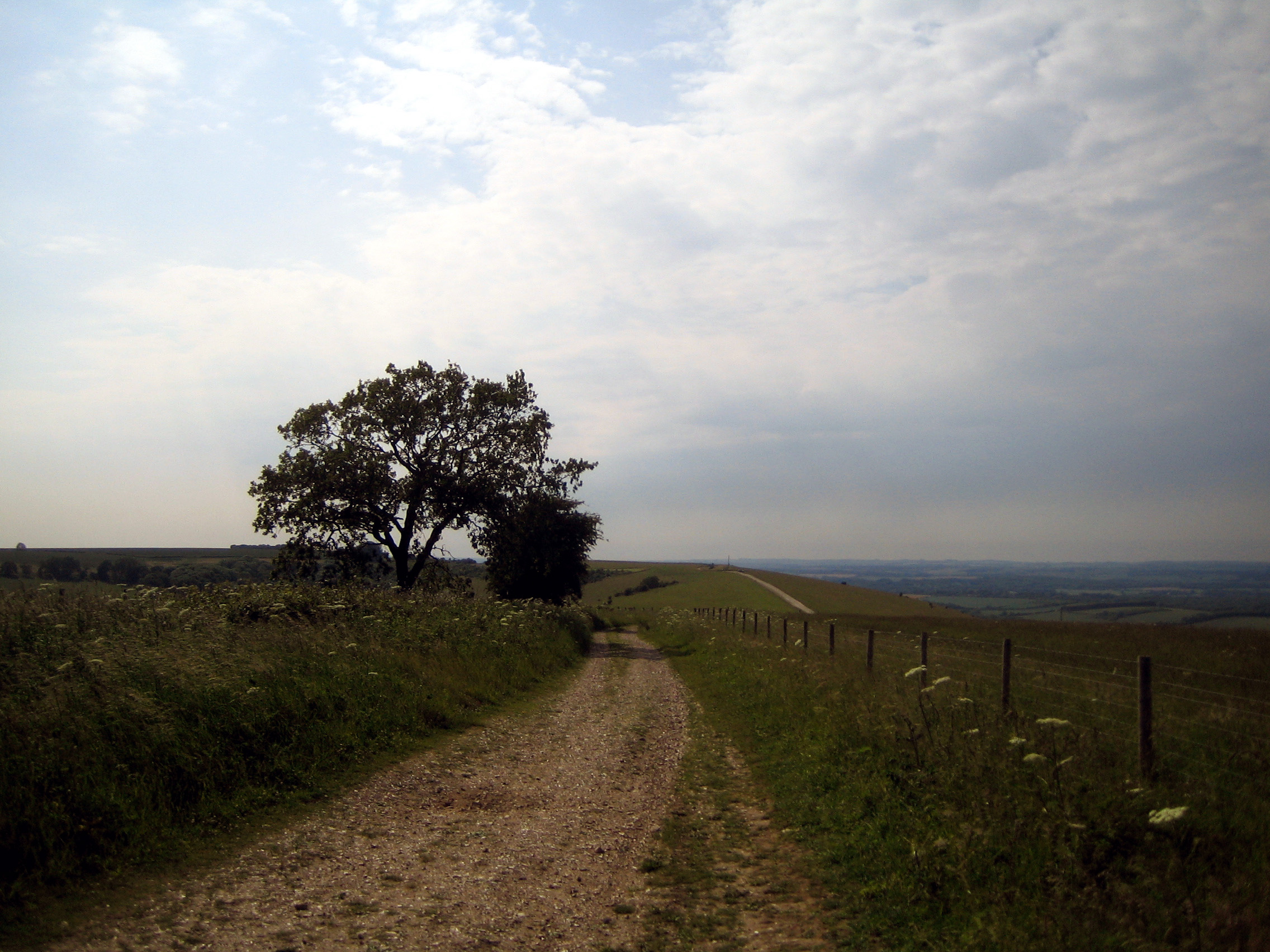
Widok na równinę z Walbury Hill

Salisbury Plain (Równina Salisbury) – równina w południowo-środkowej Anglii, na obszarze hrabstwa Wiltshire. Obejmuje powierzchnię ok. 775 km². Teren jest słabo zalesiony, odwadniany przez rzekę Avon i jej dopływy; występują pokłady kredy. Na równinie znajdują się prehistoryczne monumenty i budowle megalityczne, m.in. Stonehenge. Duża część obszaru wykorzystywana jest do ćwiczeń wojskowych.